# Omikron Aurigae
Omikron Aurigae (ο Aurigae, förkortat Omikron Aur, ο  Aur) som är stjärnans Bayerbeteckning, är en astrometrisk dubbelstjärna belägen i den norra delen av stjärnbilden Kusken. Den har en skenbar magnitud på 5,47 och är svagt synlig för blotta ögat där ljusföroreningar ej förekommer. Baserat på parallaxmätning inom Hipparcosuppdraget på ca 7,9 mas, beräknas den befinna sig på ett avstånd på ca 410 ljusår (ca 130 parsek) från solen. Stjärnan ingår i Ursa Major-strömmen av stjärnor med gemensam rörelse genom rymfen.

## Egenskaper
Primärstjärnan i Omikron Aurigae är en blå till vit stjärna i huvudserien av spektralklass A1 Cr Eu, som anger att dess spektrum visar onormalt höga överskott av krom (Cr) och europium (Eu). Den har en radie som är ca 3,5 gånger större än solens och utsänder från dess fotosfär ca 95 gånger mera energi än solen vid en effektiv temperatur på ca 8 660 K.
Ett magnetfält har observerats kring Omikron Aurigae och den är en källa till röntgenstrålning med en styrka på log Lx = 29,1.